# Горње Ботушје
Горње Ботушје (мкд. Горно Ботушје) је насеље у Северној Македонији, у средишњем делу државе. Горње Ботушје припада општини Македонски Брод.

## Географија
Насеље Горње Ботушје је смештено у средишњем делу Северне Македоније. Од седишта општине, градића Македонски Брод, насеље је удаљено 45 km северно.
Рељеф: Горње Ботушје се налази у области Порече, која обухвата средишњи део слика реке Треске. Дато подручје је изразито планинско. Насеље је положено високо, на југоисточним висијама Суве Горе. Надморска висина насеља је приближно 1.180 метара.
Клима у насељу је планинска због знатне надморске висине.

## Историја
Почетком 20. века, као и Порече, становништво Горњег Ботушја је било наклоњено српској народној замисли, па се месно становништво у изјашњавало Србима.

## Становништво
По попису становништва из 2002. године, Горње Ботушје је имало 22 становника.
Претежно становништво у насељу су етнички Македонци (100% према последњем попису).
Већинска вероисповест у насељу је православље.